# Philodromus
Philodromus is een spingeslacht uit de familie renspinnen (Philodromidae).

## Soorten
- Philodromus ablegminus Szita & Logunov, 2008
- Philodromus afroglaucinus Muster & Bosmans, 2007
- Philodromus alascensis Keyserling, 1884
- Philodromus albicans O. P.-Cambridge, 1897
- Philodromus albidus Kulczynski, 1911
- Philodromus albofrenatus Simon, 1907
- Philodromus albolimbatus Thorell, 1895
- Philodromus alboniger Caporiacco, 1949
- Philodromus aliensis Hu, 2001
- Philodromus angulobulbis Szita & Logunov, 2008
- Philodromus anomalus Gertsch, 1934
- Philodromus archettii Caporiacco, 1941
- Philodromus arizonensis Dondale & Redner, 1969
- Philodromus aryy Marusik, 1991
- Philodromus ashae Gajbe & Gajbe, 1999
- Philodromus assamensis Tikader, 1962
- Philodromus aureolus (Clerck, 1757)
- Philodromus auricomus L. Koch, 1878
- Philodromus austerus (L. Koch, 1876)
- Philodromus azcursor Logunov & Huseynov, 2008
- Philodromus barmani Tikader, 1980
- Philodromus barrowsi Gertsch, 1934
- Philodromus betrabatai Tikader, 1966
- Philodromus bhagirathai Tikader, 1966
- Philodromus bicornutus Schmidt & Krause, 1995
- Philodromus bigibbosus Caporiacco, 1941
- Philodromus bigibbus (O. P.-Cambridge, 1876)
  - Philodromus bigibbus australis Lawrence, 1928
- Philodromus bilineatus Bryant, 1933
- Philodromus bimuricatus Dondale & Redner, 1968
- Philodromus bistigma Simon, 1870
- Philodromus blanckei (Wunderlich, 1995)
- Philodromus bonneti Karol, 1968
- Philodromus borana Caporiacco, 1939
- Philodromus bosmansi Muster & Thaler, 2004
- Philodromus brachycephalus Lawrence, 1952
- Philodromus breviductus Dondale & Redner, 1969
- Philodromus browningi Lawrence, 1952
- Philodromus buchari Kubcová, 2004
- Philodromus buxi Simon, 1884
- Philodromus caffer Strand, 1907
- Philodromus calidus Lucas, 1846
- Philodromus californicus Keyserling, 1884
- Philodromus cammarus Rossi, 1846
- Philodromus caporiaccoi Roewer, 1951
- Philodromus caspius Ponomarev, 2008
- Philodromus casseli Simon, 1899
- Philodromus catagraphus Simon, 1870
- Philodromus cavatus Dondale & Redner, 1969
- Philodromus cayanus Taczanowski, 1872
- Philodromus cespitum (Walckenaer, 1802)
- Philodromus chambaensis Tikader, 1980
- Philodromus chamisis Schick, 1965
- Philodromus cinerascens O. P.-Cambridge, 1885
- Philodromus cinereus O. P.-Cambridge, 1876
- Philodromus coachellae Schick, 1965
- Philodromus collinus C. L. Koch, 1835
- Philodromus corradii Caporiacco, 1941
- Philodromus cubanus Dondale & Redner, 1968
- Philodromus cufrae Caporiacco, 1936
- Philodromus daoxianen Yin, Peng & Kim, 1999
- Philodromus decoratus Tikader, 1962
- Philodromus denisi Levy, 1977
- Philodromus depriesteri Braun, 1965
- Philodromus devhutai Tikader, 1966
- Philodromus diablae Schick, 1965
- Philodromus digitatus Yang, Zhu & Song, 2005
- Philodromus dilatatus Caporiacco, 1940
- Philodromus dilutus Thorell, 1875
- Philodromus dispar Walckenaer, 1826
  - Philodromus dispar obscurus Lebert, 1877
- Philodromus distans Dondale & Redner, 1968
- Philodromus domesticus Tikader, 1962
- Philodromus droseroides Schick, 1965
- Philodromus dubius Caporiacco, 1933
- Philodromus durvei Tikader, 1980
- Philodromus emarginatus (Schrank, 1803)
  - Philodromus emarginatus lusitanicus Kulczynski, 1911
- Philodromus epigynatus Strand, 1909
- Philodromus erythrops Caporiacco, 1933
- Philodromus exilis Banks, 1892
- Philodromus fallax Sundevall, 1833
- Philodromus femurostriatus Muster, 2009
- Philodromus floridensis Banks, 1904
- Philodromus foucauldi Denis, 1954
- Philodromus frontosus Simon, 1897
- Philodromus fuscolimbatus Lucas, 1846
- Philodromus fuscomarginatus (De Geer, 1778)
- Philodromus generalii Canestrini, 1868
- Philodromus gertschi Schick, 1965
- Philodromus glaucinus Simon, 1870
- Philodromus grazianii Caporiacco, 1933
- Philodromus grosi Lessert, 1943
- Philodromus guineensis Millot, 1942
- Philodromus gyirongensis Hu, 2001
- Philodromus hadzii Silhavy, 1944
- Philodromus halophilus (Levy, 1977)
- Philodromus harrietae Dondale & Redner, 1969
- Philodromus hierosolymitanus Levy, 1977
- Philodromus hierroensis Wunderlich, 1992
- Philodromus histrio (Latreille, 1819)
- Philodromus hiulcus (Pavesi, 1883)
- Philodromus hui Yang & Mao, 2002
- Philodromus humilis Kroneberg, 1875
- Philodromus imbecillus Keyserling, 1880
- Philodromus immaculatus Denis, 1955
- Philodromus infectus Dondale & Redner, 1969
- Philodromus infuscatus Keyserling, 1880
  - Philodromus infuscatus utus Chamberlin, 1921
- Philodromus insperatus Schick, 1965
- Philodromus insulanus Kulczynski, 1905
- Philodromus jabalpurensis Gajbe & Gajbe, 1999
- Philodromus jimredneri Jiménez, 1989
- Philodromus johani Muster, 2009
- Philodromus josemitensis Gertsch, 1934
- Philodromus juvencus Kulczynski, 1895
- Philodromus kalliaensis Levy, 1977
- Philodromus kendrabatai Tikader, 1966
- Philodromus ketani Gajbe, 2005
- Philodromus keyserlingi Marx, 1890
- Philodromus kianganensis Barrion & Litsinger, 1995
- Philodromus kraepelini Simon, 1905
- Philodromus krausi Muster & Thaler, 2004
- Philodromus lamellipalpis Muster, 2007
- Philodromus lanchowensis Schenkel, 1936
- Philodromus laricium Simon, 1875
- Philodromus lasaensis Yin et al., 2000
- Philodromus laticeps Keyserling, 1880
- Philodromus latrophagus Levy, 1999
- Philodromus legae Caporiacco, 1941
- Philodromus lepidus Blackwall, 1870
- Philodromus leucomarginatus Paik, 1979
- Philodromus lhasana Hu, 2001
- Philodromus lividus Simon, 1875
- Philodromus longiductus Dondale & Redner, 1969
- Philodromus longipalpis Simon, 1870
- Philodromus lugens (O. P.-Cambridge, 1876)
- Philodromus lunatus Muster & Thaler, 2004
- Philodromus luteovirescens Urquhart, 1893
- Philodromus lutulentus Gertsch, 1934
- Philodromus maculatovittatus Strand, 1906
- Philodromus maestrii Caporiacco, 1941
- Philodromus maghrebi Muster, 2009
- Philodromus mainlingensis Hu & Li, 1987
- Philodromus maliniae Tikader, 1966
- Philodromus manikae Tikader, 1971
- Philodromus margaritatus (Clerck, 1757)
- Philodromus marginellus Banks, 1901
- Philodromus marmoratus Kulczynski, 1891
- Philodromus marusiki (Logunov, 1997)
- Philodromus marxi Keyserling, 1884
- Philodromus mediocris Gertsch, 1934
- Philodromus medius O. P.-Cambridge, 1872
- Philodromus melanostomus Thorell, 1895
- Philodromus mexicanus Dondale & Redner, 1969
- Philodromus micans Menge, 1875
- Philodromus mineri Gertsch, 1933
- Philodromus minutus Banks, 1892
- Philodromus mississippianus Dondale & Redner, 1969
- Philodromus mohiniae Tikader, 1966
- Philodromus molarius L. Koch, 1879
- Philodromus montanus Bryant, 1933
- Philodromus morsus Karsch, 1884
- Philodromus multispinus Caporiacco, 1933
- Philodromus mysticus Dondale & Redner, 1975
- Philodromus naxcivanicus Logunov & Huseynov, 2008
- Philodromus nigrostriatipes Bösenberg & Strand, 1906
- Philodromus niveus Vinson, 1863
- Philodromus omercooperi Denis, 1947
- Philodromus oneida Levi, 1951
- Philodromus orarius Schick, 1965
- Philodromus orientalis Schenkel, 1963
- Philodromus otjimbumbe Lawrence, 1927
- Philodromus pali Gajbe & Gajbe, 2001
- Philodromus panganii Caporiacco, 1947
- Philodromus pardalis Muster & Bosmans, 2007
- Philodromus parietalis Simon, 1875
- Philodromus partitus Lessert, 1919
- Philodromus pawani Gajbe, 2005
- Philodromus pelagonus Silhavy, 1944
- Philodromus peninsulanus Gertsch, 1934
- Philodromus pentheri Muster, 2009
- Philodromus pericu Jiménez, 1989
- Philodromus pernix Blackwall, 1846
- Philodromus pesbovis Caporiacco, 1949
- Philodromus petrobius Schmidt & Krause, 1995
- Philodromus pictus Kroneberg, 1875
- Philodromus pinetorum Muster, 2009
- Philodromus pinyonelis Schick, 1965
- Philodromus placidus Banks, 1892
- Philodromus planus (L. Koch, 1875)
- Philodromus poecilus (Thorell, 1872)
- Philodromus populicola Denis, 1958
- Philodromus praedatus O. P.-Cambridge, 1871
- Philodromus praelustris Keyserling, 1880
- Philodromus pratariae (Scheffer, 1904)
- Philodromus pratarioides Dondale & Redner, 1969
- Philodromus problematicus Strand, 1906
- Philodromus probolus Dondale & Redner, 1969
- Philodromus psaronius Dondale & Redner, 1968
- Philodromus pseudanomalus Dondale & Redner, 1969
- Philodromus pseudoexilis Paik, 1979
- Philodromus pulchellus Lucas, 1846
- Philodromus punctatissimus Roewer, 1962
- Philodromus punctiger O. P.-Cambridge, 1908
- Philodromus punctisternus Caporiacco, 1940
- Philodromus pygmaeus Levy, 1977
- Philodromus quercicola Schick, 1965
- Philodromus rajani Gajbe, 2005
- Philodromus renarius Wu & Song, 1987
- Philodromus rikhteri Logunov & Huseynov, 2008
- Philodromus rodecki Gertsch & Jellison, 1939
- Philodromus roseus Kishida, 1914
- Philodromus ruficapillus Simon, 1885
- Philodromus rufus Walckenaer, 1826
  - Philodromus rufus jenningsi Cutler, 2003
  - Philodromus rufus pacificus Banks, 1898
  - Philodromus rufus quartus Dondale & Redner, 1968
  - Philodromus rufus vibrans Dondale, 1964
- Philodromus sanjeevi Gajbe, 2004
- Philodromus satullus Keyserling, 1880
- Philodromus schicki Dondale & Redner, 1968
- Philodromus separatus Dondale & Redner, 1969
- Philodromus shaochui Yin et al., 2000
- Philodromus shillongensis Tikader, 1962
- Philodromus signatus O. P.-Cambridge, 1869
- Philodromus silvestrii Caporiacco, 1940
- Philodromus simillimus Denis, 1962
- Philodromus simoni Mello-Leitão, 1929
- Philodromus sinaiticus Levy, 1977
- Philodromus speciosus Gertsch, 1934
- Philodromus spectabilis Keyserling, 1880
- Philodromus spinitarsis Simon, 1895
- Philodromus sticticus Lucas, 1858
- Philodromus subaureolus Bösenberg & Strand, 1906
- Philodromus tabupumensis Petrunkevitch, 1914
- Philodromus thanatellus Strand, 1909
- Philodromus timidus Szita & Logunov, 2008
- Philodromus tiwarii Basu, 1973
- Philodromus tortus Dondale & Redner, 1969
- Philodromus traviatus Banks, 1929
- Philodromus triangulatus Wu & Song, 1987
- Philodromus tuvinensis Szita & Logunov, 2008
- Philodromus undarum Barnes, 1953
- Philodromus utotchkini Marusik, 1991
- Philodromus vagulus Simon, 1875
- Philodromus validus (Gertsch, 1933)
- Philodromus venustus O. P.-Cambridge, 1876
- Philodromus verityi Schick, 1965
- Philodromus victor Lessert, 1943
- Philodromus vinokurovi Marusik, 1991
- Philodromus v-notatus Caporiacco, 1947
- Philodromus vulgaris (Hentz, 1847)
- Philodromus vulpio Simon, 1910
- Philodromus wunderlichi Muster & Thaler, 2007
- Philodromus xerophilus Szita & Logunov, 2008
- Philodromus xinjiangensis Tang & Song, 1987